# توني مان
توني مان (8 نوفمبر 1945 - 15 نوفمبر 2019) (بالإنجليزية: Tony Mann)‏ هو لاعب كريكت أسترالي. شارك مع منتخب أستراليا الوطني للكريكت.

## وصلات خارجية
- توني مان على موقع إي آس بي آن كريك إنفو (الإنجليزية)